# Hulu (streamingdienst)
Hulu is een Amerikaans amusementsbedrijf dat hoofdzakelijk film- en televisiecontent distribueert via een streamingdienst. Het bedrijf was voor 67% in handen van The Walt Disney Company en voor 33% in handen van Comcast Corporation. In 2019 maakte Comcast bekend zijn aandelen te verkopen en Disney per direct volledige zeggenschap te geven over de dienst. Hulu is een concurrent van streamingdiensten als Netflix en Amazon.

## Geschiedenis
De streamingdienst werd in 2006 aangekondigd en een jaar later op de markt gebracht. AOL, NBC Universal (nu: Comcast), Facebook, MSN, Myspace en Yahoo! waren de eerste distributiepartners van het bedrijf. Medeoprichter Jason Kilar werd de eerste bestuursvoorzitter van Hulu. In augustus 2007, bij het lanceren van de website, werd voor de naam Hulu gekozen, een samentrekking van twee Mandarijnse begrippen, de woorden húlú (葫芦/葫蘆; "fleskalebas") en hùlù (互录/互錄; "interactieve opname").
In 2008 werd Hulu voor het eerst aangeboden in de Verenigde Staten. In 2009 kocht The Walt Disney Company een aandeel (30%) in Hulu. Op die manier kon het bedrijf steeds meer content aanbieden via zijn website. Toen Disney in december 2017 besloot om aandeelhouder 21st Century Fox (30%) over te nemen, werd het mediabedrijf hoofdaandeelhouder van Hulu. Desondanks lanceerde het bedrijf nadien met Disney+ ook een eigen streamingdienst.
Op 15 april 2019 kondigde de telecomreus AT&T aan dat het zijn belang van 9,5% in Hulu terug aan de streamingdienst had verkocht voor een bedrag van 1,43 miljard dollar. In mei 2019 kwam Disney tot een overeenkomst met Comcast om de 33% van de aandelen die het bezit, tegen 2024 over te nemen voor een bedrag van 5,8 miljard dollar. Disney kreeg meteen controle over het dagelijkse bestuur, terwijl Comcast een stille vennoot werd tot de overname.
Hulu biedt zowel tv-programma's, series en films aan van de verschillende Amerikaanse mediabedrijven waarmee het een samenwerkingsverband heeft als eigen content. In mei 2017 lanceerde het bedrijf ook live-streaming onder de naam Hulu with Live TV. Sinds 2011 ontwikkelt Hulu ook zelf tv-programma's en series. Het bekendste voorbeeld is de serie The Handmaid's Tale, die in 2018 bekroond werd met de Golden Globe voor beste dramaserie.
Na de aanschaf van Fox heeft Disney materiaal voornamelijk bedoeld voor de 12+ groepen beschikbaar gemaakt op Hulu.
In juni 2021 raakte bekend dat Comcast Disney ervan beschuldigt dat zij de groei en de waarde van Hulu aan het ondermijnen zijn door de streaming service niet internationaal uit te breiden. In plaats hiervan zouden ze het merk Star als uitbreiding toevoegen aan Disney+ op geselecteerde markten.
In november 2023 begon Disney met de overname van Comcast's aandeel in Hulu. De bedrijven kwamen een minimale bodemprijs van 8,6 miljard dollar overeen, die op 1 december werd betaald. Op 6 december 2023 introduceerde Disney een nieuwe contenthub voor Disney+, waarin Hulu-content beschikbaar werd gesteld voor abonnees van de Disney-bundel in de Verenigde Staten in een bètaversie. Deze contenthub werd officieel gelanceerd in maart 2024, terwijl Hulu ook via zijn eigen app beschikbaar bleef.
Hulu is niet beschikbaar in Nederland en België.

## Bestuursvoorzitters
- Jason Kilar (2007 – 2013)
- Mike Hopkins (2013 – 2017)
- Randy Freer (2017 - )